# Zamek w Paczkowie
Zamek w Paczkowie – nieistniejący obecnie zamek książęcy zbudowany w końcu XIII wieku przez księcia świdnicko-ziębickiego Bolka Wysokiego w bezpośredniej bliskości Paczkowa na Dolnym Śląsku.
Fundator zamku nie uznał testamentu Henryka IV Probusa zatwierdzającego własności oraz przywileje biskupów i często najeżdżał ich ziemie nyskie. Z tego powodu zamek powstał ze względów strategicznych, jako przeciwwaga dla silnie ufortyfikowanego, granicznego Paczkowa. Była to podobnie jak Paczków, graniczna budowla warowna, szczególnie, że ówczesne granice księstwa nyskiego nie były stałe. Prawdopodobnie nigdy nie należała ona do systemu fortyfikacji Paczkowa.
Zamek był wzmiankowany w 1301 roku, jego istnienie potwierdza się także w przekazach źródłowych z 1335 i 1344 roku. Ulokowano go prawdopodobnie na lewym, wysokim brzegu potoku Kamienica, w pobliżu ujścia do Nysy Kłodzkiej. Przypuszczalnie znajdował się około 250-300 metrów na północny zachód od granic silnie ufortyfikowanego miasta, jakim był średniowieczny Paczków. Istniała tam należąca do księcia wieś Kocia lub Kocia Górka wspomniana w rejestrach nyskich z XV w., jednak nie należąca do biskupów wrocławskich.
Zamek, oprócz funkcji obronnej pełnił również rolę książęcej komory celnej. Został zniszczony prawdopodobnie na początku XV w. po zakupie w 1416 roku przez Paczków należącej do Księstwa ziębickiego ziemi, na której znajdował się zamek wraz z 9 wsiami (również Kocia Górka) na przeciwległym brzegu Nysy kłodzkiej. Do dziś nie zachowały się żadne ślady po tej budowli poza nazwą Wzgórze Bolkowe, Kocia Góra, Zamkowa Górka lub Wzgórze Zamkowe.
Wzmianka z początku XX w. wskazuje, że przy budowie szosy biegnącej w pobliżu domniemanej lokalizacji zamku nie znaleziono resztek murów. Badania archeologiczne wskazują, że w miejscu domniemanej lokalizacji zamku istniała jednak osada (znaleziono gliniane naczynia i ułamki naczyń z  IX-XII wieku).